# Marcel Granollers
Marcel Granollers Pujol (Barcelona, 1986. április 12. –) spanyol hivatásos teniszező. Eddigi karrierje során 4 egyéni és 10 páros ATP-tornát nyert meg. Legnagyobb sikere a 2012-es ATP World Tour Finalson aratott páros győzelme honfitársával Marc Lópezzel, ahol a döntőben az indiai Mahes Bhúpati, Róhan Bópanna kettőst győzték le. Legnagyobb egyéni sikere a 2012-es Roland Garroson elért 4. forduló volt, ahol vereséget szenvedett honfitársától David Ferrertől. 2014-ben két Grand Slam tornán is döntőt játszott párosban, de mindkét fináléban vereséget szenvedett Marc Lópezzel az oldalán. Részt vett a 2012-es londoni olimpián ahol párosban Marc Lópezzel az oldalán az első körben vereséget szenvedett az izraeli Jónátán Erlich, Andi Rám duótól.

## Grand Slam-döntői

### Páros

#### Elvesztett döntői (2)
| Dátum | Torna         | Partner    | Ellenfél a döntőben                       | Eredmény a döntőben |
| 2014  | Roland Garros | Marc López | Julien Benneteau / Édouard Roger-Vasselin | 3–6, 6–7(1)         |
| 2014  | US Open       | Marc López | Bob Bryan / Mike Bryan                    | 3–6, 4–6            |

## ATP-döntői

### Egyéni

#### Győzelmei (4)
| Összesítés                                            | Összesítés |
| ----------------------------------------------------- | ---------- |
| Grand Slam-torna                                      | (0)        |
| ATP World Tour Masters 1000 / ATP Masters Series      | (0)        |
| ATP World Tour 500 Series / International Series Gold | (1)        |
| ATP World Tour 250 Series / International Series      | (3)        |
| ATP World Tour Finals / Tennis Masters Cup            | (0)        |

|   | Dátum              | Torna                                        | Borítás | Ellenfél a döntőben | Eredmény a döntőben |
| 1 | 2008. április 14.  | U.S. Men’s Clay Court Championships, Houston | Salak   | James Blake         | 6-4, 1-6, 7-5       |
| 2 | 2011. július 31.   | Crédit Agricole Suisse Open Gstaad, Gstaad   | Salak   | Fernando Verdasco   | 6-4, 3-6, 6-3       |
| 3 | 2011. július 31.   | Valencia Open 500, Valencia                  | Kemény  | Juan Mónaco         | 6-2, 4-6, 7-6(3)    |
| 4 | 2013. augusztus 3. | Bet-at-home Cup Kitzbühel, Kitzbühel         | Salak   | Juan Mónaco         | 0-6, 7-6(3), 6-4    |

#### Elvesztett döntői (3)
|   | Dátum             | Torna                              | Borítás | Ellenfél a döntőben    | Eredmény a döntőben |
| 1 | 2010. november 7. | Valencia Open 500, Valencia        | Kemény  | David Ferrer           | 5–7, 3–6            |
| 2 | 2012. július 15.  | ATP Vegeta Croatia Open Umag, Umag | Salak   | Marin Čilić            | 4–6, 2–6            |
| 3 | 2014. április 13. | Grand Prix Hassan II, Casablanca   | Salak   | Guillermo García López | 7–5, 4–6, 3–6       |

### Páros

#### Győzelmei (15)
| Összesítés                                            | Összesítés |
| ----------------------------------------------------- | ---------- |
| Grand Slam-torna                                      | (0)        |
| ATP World Tour Masters 1000 / ATP Masters Series      | (1)        |
| ATP World Tour 500 Series / International Series Gold | (4)        |
| ATP World Tour 250 Series / International Series      | (9)        |
| ATP World Tour Finals / Tennis Masters Cup            | (1)        |

| No. | Dátum              | Helyszín                  | Borítás         | Partner          | Ellenfelei a döntőben                   | Eredmény a döntőben |
| 1.  | 2009. február 14.  | Costa Do Sauipe, Brazília | Salak           | Tommy Robredo    | Lucas Arnold Ker / Juan Mónaco          | 6–4, 7–5            |
| 2.  | 2009. február 22.  | Buenos Aires, Argentína   | Salak           | Alberto Martín   | Nicolás Almagro / Santiago Ventura      | 6–3, 5–7, [10-8]    |
| 3.  | 2009. október 22.  | Moszkva, Oroszország      | Kemény (fedett) | Pablo Cuevas     | František Čermák / Michal Mertiňák      | 4–6, 7–5, [10-8]    |
| 4.  | 2010. január 10.   | Csennai, India            | Kemény          | Santiago Ventura | Lu Yen-hsun / Janko Tipsarević          | 7–5, 6–2            |
| 5.  | 2010. február 14.  | Costa do Sauípe, Brazília | Salak           | Pablo Cuevas     | Łukasz Kubot / Oliver Marach            | 7–5, 6–4            |
| 6.  | 2011. január 16.   | Auckland, Új-Zéland       | Kemény          | Tommy Robredo    | Johan Brunström / Stephen Huss          | 6–4, 7–6(6)         |
| 7.  | 2012. május 20.    | Róma, Olaszország         | Salak           | Marc López       | Łukasz Kubot / Janko Tipsarević         | 6–3, 6–2            |
| 8.  | 2012. július 22.   | Gstaad, Svájc             | Salak           | Marc López       | Robert Farah / Santiago Giraldo         | 6–4, 7–6(9)         |
| 9.  | 2012. november 12. | London, Nagy-Britannia    | Kemény (f)      | Marc López       | Mahes Bhúpati / Róhan Bópanna           | 7–5, 3–6, [10–3]    |
| 10. | 2014. február 16.  | Buenos Aires, Argentína   | Salak           | Marc López       | Pablo Cuevas / Horacio Zeballos         | 7–5, 6–4            |
| 11. | 2016. július 17.   | Båstad, Svédország        | Salak           | David Marrero    | Marcus Daniell / Marcelo Demoliner      | 6–2, 6–3            |
| 12. | 2016. október 9.   | Tokió, Japán              | Kemény          | Marcin Matkowski | Raven Klaasen / Rajeev Ram              | 6–2, 7–6(4)         |
| 13. | 2016. október 30.  | Bázel, Svájc              | Kemény (f)      | Jack Sock        | Robert Lindstedt / Michael Venus        | 6–3, 6–4            |
| 14. | 2017. február 19.  | Rotterdam, Hollandia      | Kemény (f)      | Ivan Dodig       | Wesley Koolhof / Matwe Middelkoop       | 7–6(5), 6–3         |
| 15. | 2017. október 29.  | Bázel, Svájc              | Kemény (f)      | Ivan Dodig       | Fabrice Martin / Édouard Roger-Vasselin | 7–5, 7–6(6)         |

#### Elvesztett döntői (11)
|    | Dátum                | Helyszín                           | Borítás         | Partner          | Ellenfelek a döntőben                  | Eredmény a döntőben |
| 1  | 2008. április 14.    | Houston, Amerikai Egyesült Államok | Salak           | Pablo Cuevas     | Ernests Gulbis / Rainer Schüttler      | 5-7, 6-7(3)         |
| 2  | 2009. november 8.    | Valencia, Spanyolország            | Kemény (fedett) | Tommy Robredo    | František Čermák / Michal Mertiňák     | 4–6, 3–6            |
| 3  | 2009. november 14.   | Párizs, Franciaország              | Kemény (fedett) | Tommy Robredo    | Daniel Nestor / Nenad Zimonjić         | 3–6, 4–6            |
| 4  | 2010. május 9.       | Estoril, Portugália                | Salak           | Pablo Cuevas     | Marc López / David Marrero             | 7–6(1), 4–6, [4–10] |
| 5  | 2010. szeptember 26. | Bukarest, Románia                  | Salak           | Santiago Ventura | Juan Ignacio Chela / Łukasz Kubot      | 2–6, 7–5, [11–13]   |
| 6  | 2011. február 6.     | Zágráb, Horvátország               | Kemény (fedett) | Marc López       | Dick Norman / Horia Tecău              | 3–6, 4–6            |
| 7  | 2011. július 17.     | Stuttgart, Németország             | Salak           | Marc López       | Jürgen Melzer / Philipp Petzschner     | 3–6, 4–6            |
| 8  | 2012. március 4.     | Acapulco, Mexikó                   | Salak           | Marc López       | Fernando Verdasco / David Marrero      | 3–6, 4–6            |
| 9  | 2012. április 29.    | Barcelona, Spanyolország           | Salak           | Marc López       | Mariusz Fyrstenberg / Marcin Matkowski | 3–6, 4–6            |
| 10 | 2012. július 15.     | Umag, Horvátország                 | Salak           | Marc López       | David Marrero / Fernando Verdasco      | 3–6, 6–7(4)         |
| 11 | 2012. augusztus 12.  | Toronto, Kanada                    | Kemény          | Marc López       | Bob Bryan / Mike Bryan                 | 1–6, 6–4, [12–10]   |

## Eredményei Grand Slam-tornákon

### Egyéniben
| Grand Slam | Australian Open | Australian Open    | Roland Garros | Roland Garros     | Wimbledon     | Wimbledon        | US Open       | US Open             |
| Év         | Eredmény        | Utolsó ellenfél    | Eredmény      | Utolsó ellenfél   | Eredmény      | Utolsó ellenfél  | Eredmény      | Utolsó ellenfél     |
| 2006       | -               | -                  | -             | -                 | 1.kör         | Andrei Pavel     | -             | -                   |
| 2007       | -               | -                  | Selejtező (2) | Selejtező (2)     | Selejtező (2) | Selejtező (2)    | Selejtező (1) | Selejtező (1)       |
| 2008       | 1.kör           | Jevgenyij Koroljov | 2.kör         | Eduardo Schwank   | 1.kör         | Nicolás Almagro  | 1.kör         | Gilles Simon        |
| 2009       | 2.kör           | Andy Murray        | 1.kör         | Josselin Ouanna   | 2.kör         | Robin Söderling  | 2.kör         | Robin Söderling     |
| 2010       | 2.kör           | Alejandro Falla    | 2.kör         | Márkosz Pagdatísz | 2.kör         | Robin Söderling  | 2.kör         | Sam Querrey         |
| 2011       | 1.kör           | Novak Đoković      | 2.kör         | Richard Gasquet   | 1.kör         | Mardy Fish       | 3.kör         | Juan Carlos Ferrero |
| 2012       | 2.kör           | Frederico Gil      | 4.kör         | David Ferrer      | 1.kör         | Viktor Troicki   | 2.kör         | James Blake         |
| 2013       | 2.kör           | Jérémy Chardy      | 1.kör         | Feliciano López   | 1.kör         | Richard Gasquet  | 4.kör         | Novak Đoković       |
| 2014       | 1.kör           | Marin Čilić        | 4.kör         | Miloš Raonić      | 2.kör         | Santiago Giraldo | 3.kör         | Roger Federer       |
| 2015       | 2.kör           | Gilles Simon       | 2.kör         | Roger Federer     | 2.kör         | Leonardo Mayer   | 2.kör         | Jo-Wilfried Tsonga  |
| 2016       | 2.kör           | John Isner         | 4.kör         | Dominic Thiem     | 2.kör         | Richard Gasquet  | 2.kör         | Andy Murray         |
| 2017       | 1.kör           | Dúdí Szela         | 1.kör         | Novak Đoković     | 1.kör         | Dúdí Szela       | -             | -                   |

### Párosban
| Grand Slam | Australian Open         | Australian Open                   | Roland Garros            | Roland Garros                           | Wimbledon                    | Wimbledon                         | US Open                 | US Open                             |
| Év         | Eredmény Partner        | Utolsó ellenfél                   | Eredmény Partner         | Utolsó ellenfél                         | Eredmény Partner             | Utolsó ellenfél                   | Eredmény Partner        | Utolsó ellenfél                     |
| 2007       | –                       | –                                 | 2. kör Feliciano López   | Fabrice Santoro Nenad Zimonjic          | 1. kör Tommy Robredo         | Jaroslav Levinsky David Škoch     | 2. kör Feliciano López  | Jeff Coetzee Rogier Wassen          |
| 2008       | 2. kör Santiago Ventura | Frantisek Cermak Lukáš Dlouhý     | 2. kör Santiago Ventura  | Simon Aspelin Julian Knowle             | Negyeddöntő Santiago Ventura | Bob Bryan Mike Bryan              | 1. kör Santiago Ventura | Marcelo Melo André Sá               |
| 2009       | 1. kör Santiago Ventura | Róhan Bópanna Jarkko Nieminen     | 2. kör Santiago Ventura  | Jaroslav Levinsky Igor Zelenay          | 1. kör Santiago Ventura      | Chris Eaton Alexander Slabinsky   | 2. kör Tommy Robredo    | Yen-Hsun Lu Dúdí Szela              |
| 2010       | 2. kör Tommy Robredo    | Johan Brunström Jean-Julien Rojer | 1. kör Tommy Robredo     | Stephen Huss André Sá                   | Negyeddöntő Tommy Robredo    | Robert Lindstedt Horia Tecau      | Elődöntő Tommy Robredo  | Bob Bryan Mike Bryan                |
| 2011       | 3. kör Tommy Robredo    | Mahes Bhúpati Lijendar Pedzs      | 2. kör Feliciano López   | Simon Aspelin Paul Hanley               | 3. kör Tommy Robredo         | Arnaud Clément Lukáš Dlouhý       | 3. kör Marc López       | Colin Fleming Ross Hutchins         |
| 2012       | 1. kör Łukasz Kubot     | Santiago González Christopher Kas | 1. kör Albert Montañés   | Eric Butorac Bruno Soares               | 1. kör Marc López            | Jonathan Marray Frederik Nielsen  | Elődöntő Marc López     | Lijendar Pedzs Radek Štěpánek       |
| 2013       | Elődöntő Marc López     | Robin Haase Igor Sijsling         | Negyeddöntő Marc López   | Michaël Llodra Nicolas Mahut            | 1. kör Marc López            | Juan Sebastian Cabal Robert Farah | 3. kör Marc López       | Treat Conrad Huey Dominic Inglot    |
| 2014       | 2. kör Marc López       | Makszim Mirni Mihail Juzsnij      | Döntő Marc López         | Julien Benneteau Edouard Roger-Vasselin | 3. kör Marc López            | Michaël Llodra Nicolas Mahut      | Döntő Marc López        | Bob Bryan Mike Bryan                |
| 2015       | 1. kör Marc López       | Austin Krajicek Donald Young      | 1. kör Marc López        | Robin Haase Mihail Juzsnij              | 2. kör Marc López            | Łukasz Kubot Makszim Mirni        | 3. kör Marc López       | Pierre-Hugues Herbert Nicolas Mahut |
| 2016       | Elődöntő Pablo Cuevas   | Daniel Nestor Radek Štěpánek      | Negyeddöntő Pablo Cuevas | Łukasz Kubot Alexander Peya             | 3. kör Pablo Cuevas          | Jonathan Marray Adil Shamasdin    | 1. kör Pablo Cuevas     | David Marrero Fernando Verdasco     |
| 2017       | Negyeddöntő Ivan Dodig  | Bob Bryan Mike Bryan              | Negyeddöntő Ivan Dodig   | Ryan Harrison Michael Venus             | 3. kör Ivan Dodig            | Ryan Harrison Michael Venus       | 3. kör Ivan Dodig       | Jean-Julien Rojer Horia Tecău       |

## Év végi világranglista-helyezései
| Év       | 2003 | 2004 | 2005 | 2006 | 2007 | 2008 | 2009 | 2010 | 2011 |
| Helyezés | 508  | 397  | 286  | 160  | 128  | 56   | 91   | 42   | 27   |